# Negaraku
Negaraku ou Negara Ku (Meu País) é o hino nacional da Malásia. "Negaraku" foi selecionado como hino nacional após a sua independência do Reino Unido em 1957. A melodia foi emprestada da música popular daquela época, Terang Bulan.

## Letra

### Original emmalaio
Negaraku

Tanah tumpahnya darahku,

Rakyat hidup, bersatu dan maju,

Rahmat bahagia, Tuhan kurniakan,

Raja kita, selamat bertakhta.

Rahmat bahagia, Tuhan kurniakan,

Raja kita, selamat bertakhta.

### Tradução para português
O meu país

A terra onde o meu sangue foi derramado,

O povo que vive unido e progressista,

Possa Deus conceder a bênção e a felicidade,

Que o nosso Rei tenha um reinado de sucesso.

Possa Deus conceder a bênção e a felicidade,

Que o nosso Rei tenha um reinado de sucesso.